# Vajdahunyad
Vajdahunyad (maďarsky Vajdahunyad vára je hrad v Budapešti. Nachází se v parku Városliget severovýchodně od centra města. Je kopií hradu Hunyad, známého jako Korvínský hrad (rumunsky Castelul Corvinilor) v Hunedoaře v Rumunsku. Byl postaven v roce 1896 jako součást výstavy oslavující tisíciletí od příchodu Maďarů do vlasti. Hrad navrhl Ignác Alpár tak, aby v kromě uvedeného hradu odkazoval na některé další stavby tehdejšího Zalitavska. Přítomno je zde několik architektonických stylů – románský, gotika, renesance a baroko. Původně vznikl jen z lepenky a dřeva, ale stal se tak populárním, že byl v letech 1904–1908 přestavěn z kamene a cihel. Dnes v něm sídlí Muzeum maďarského zemědělství, největší svého druhu v Evropě.
Na hradním nádvoří je také vystavena socha kronikáře Anonyma (od sochaře Miklóse Ligetiho).
Na vnější stěně hradu je umístěna busta Bély Lugosiho, maďarsko-amerického herce, který se proslavil ztvárněním hraběte Draculy v původním filmu z roku 1931.